# Pseudomyrmex alternans
Pseudomyrmex alternans es una especie de hormiga del género Pseudomyrmex, subfamilia Pseudomyrmecinae. Fue descrita por Santschi en 1936.